# Momoiro Kataomoi
Singles de Aya Matsuura
100Kai no Kiss
(2001) Yeah! Meccha Holiday
(2002)
Momoiro Kataomoi (♡桃色片想い♡) est le 5e single de Aya Matsuura, sorti le 6 février 2002 au Japon sous le label Zetima, dans le cadre du Hello! Project.

## Présentation
Le single est écrit et produit par Tsunku. Il atteint la 2e place du classement de l'Oricon. Il se vend à 132 110 exemplaires la première semaine, et reste classé pendant 13 semaines, pour un total de 224 480 exemplaires vendus. C'est le single le plus vendu de Aya Matsūra à ce jour (2010).
La chanson-titre du single figurera sur son deuxième album T.W.O de 2003, et sur la compilation Aya Matsuura Best 1 de 2005. Elle figure aussi sur la compilation d'artistes du Hello! Project Petit Best 3 de 2002.

## Liste des titres
Toutes les chansons sont écrites et composées par Tsunku.
| 1. | ♡Momoiro Kataomoi♡ (♡桃色片想い♡)                               | Yuichi Takahashi | 4:22 |
| 2. | Enkyori no Renai (遠距離の恋愛)                                 | Hayato Matsuo    | 3:46 |
| 3. | ♡Momoiro Kataomoi♡ (Instrumental) (♡桃色片想い♡ (Instrumental)) | Yuichi Takahashi | 4:19 |

## Interprétations à la télévision
- Hey! Hey! Hey! Music Champ (2002.02.04)
- muSix (2002.04.06)
- FNS Kayou Sai (2002.12.05)
- CDTV 10th Anniversary Shijou Saikyou Premiere Live (2003.04.20)
- GIRL POP FACTORY (2004.09.11)